# Sint-Mariakerk (Angermünde)
De middeleeuwse Mariakerk (Marienkirche) in Angermünde in de deelstaat Brandenburg is de protestantse hoofdkerk van de stad. Ze werd in de 13e eeuw van veldsteenblokken gebouwd en kreeg in de 15e en de 16e eeuw door gotische aan- en verbouwingen het huidige aanzien. In de kerk overheerst het neogotische kerkinterieur uit het jaar 1868.

## Geschiedenis

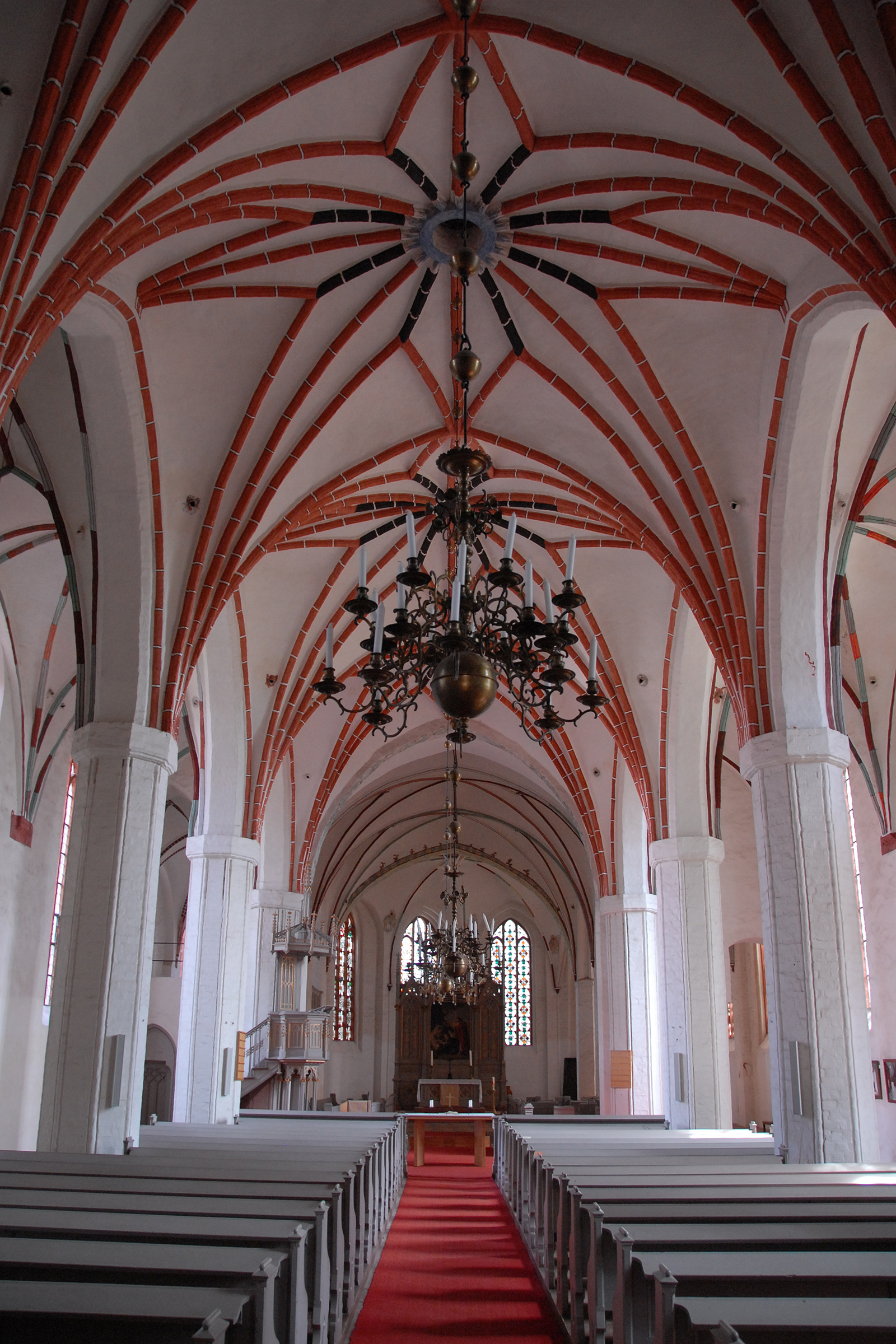
Overzicht interieur

In de eerste bouwfase werden in de tweede helft van de 13e eeuw het westwerk en het drieschepige kerkschip van vijf traveeën lang gebouwd. Deze eerste bouw van bewerkte veldstenen is goed herkenbaar ten opzichte van de latere vergrotingen. Volgens onderzoek werd deze eerste kerk met een vlak koor naar het oosten afgesloten. Aan de noordelijke kant bevond zich reeds een sacristie.
In de 15e eeuw volgden de werkzaamheden aan de vergroting van de kerk. Het westwerk werd verhoogd met twee torenverdiepingen. Aan de noordelijke zijde werd in 1470 begonnen met de aanbouw van de met een gotische trapgevel bekroonde Mariakapel, die van buiten op een transept lijkt, en het oude kerkschip kreeg gewelven. Tot 1520 kreeg de drieschepige hallenkerk een nieuw gotisch koor met een 5/8 afsluiting. Deze werd asymmetrisch met twee schepen uitgevoerd, de ruimte van het noordelijk kerkschip wordt bezet door de sacristie, die toen een galerij kreeg. Zowel naar het noorden als naar het zuiden is het oostelijke deel van de kerk breder als het kerkschip zelf. Het oostelijke deel van het koorgewelf is polygonaal uitgevoerd en verbergt daarmee een deel van de asymmetrie van het bouwwerk.
In de 15e en 16e eeuw kreeg de Mariakerk fresco's, die later werden overgeschilderd.
De kerk werd in de 19e eeuw enigszins verbouwd en volgens toenmalige inzichten gerestaureerd. Belangrijk voor het huidige kerkgebouw is het uit die tijd daterende neogotische kerkinterieur uit 1868. Enkele van de oude fresco's werden bij de renovatie van 1976 weer blootgelegd.

## Interieur
Voor de reformatie bezat de kerk tot 17 zijaltaren, een groot triomfkruis met negen heiligenbeelden en een renaissance-altaar uit 1600.
Van het oude altaar bleven nog twee panelen in de kerk bewaard, die zich tegenwoordig in de noordelijke kapel, de winterkerk, bevinden. Verschillende houtsnijwerken van het oude altaar bevinden zich tegenwoordig in het Stadtmuseum Berlin. Verder bleef een bronzen gotische doopvont uit het midden van de 14e eeuw bewaard. De ramen achter het altaar dateren uit de tijd van de jugendstil. Eén van de zuidelijke koorramen is samengesteld uit fragmenten na bommenschade in 1945.

## Orgel
Het beroemde barokorgel van Joachim Wagner uit 1742 met 30 registers bleef voor 80% in de oorspronkelijke staat bewaard en trekt jaarlijks organisten en toeristen uit de hele wereld.

## Afbeeldingen

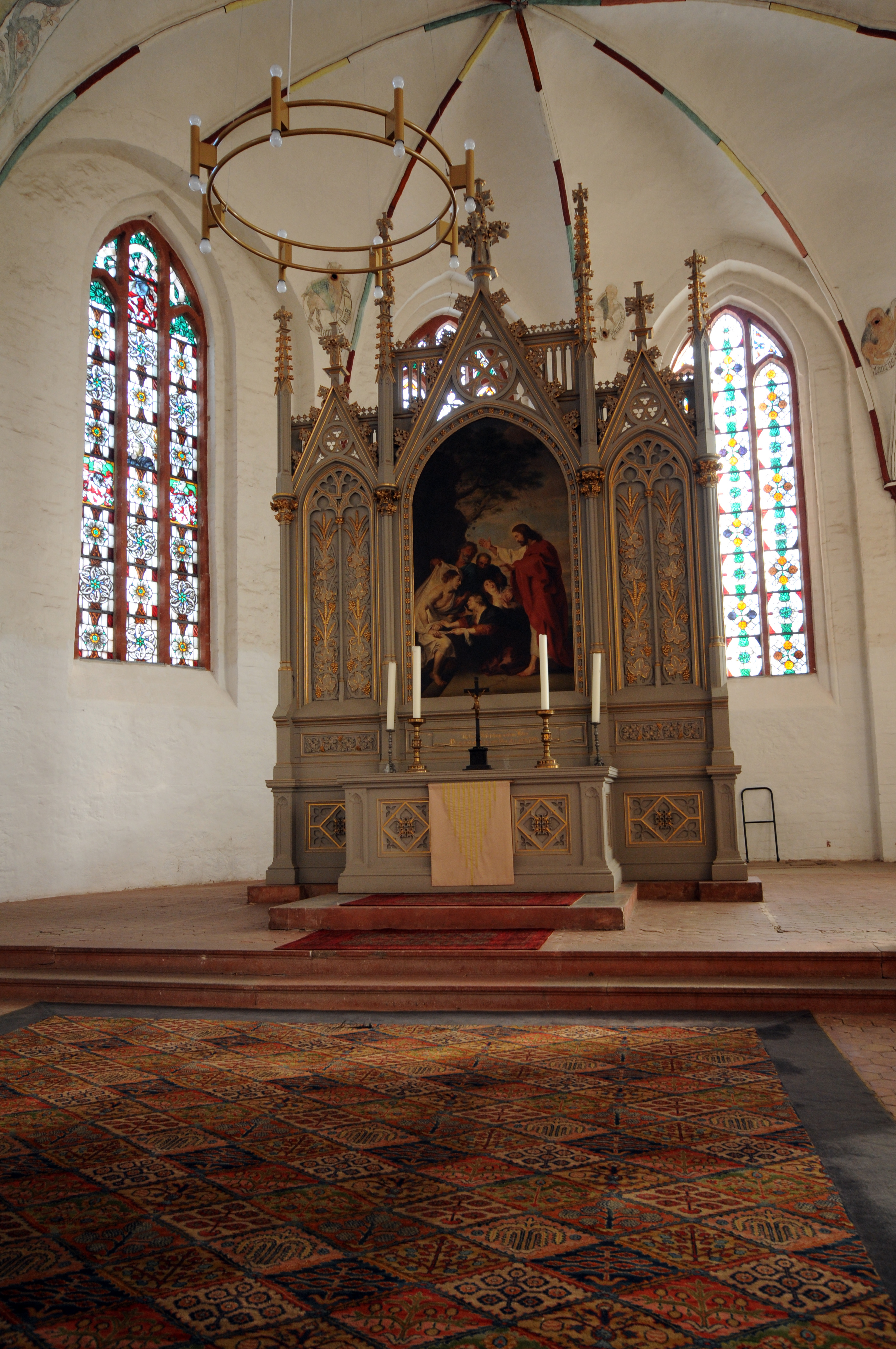
Neogotisch altaar
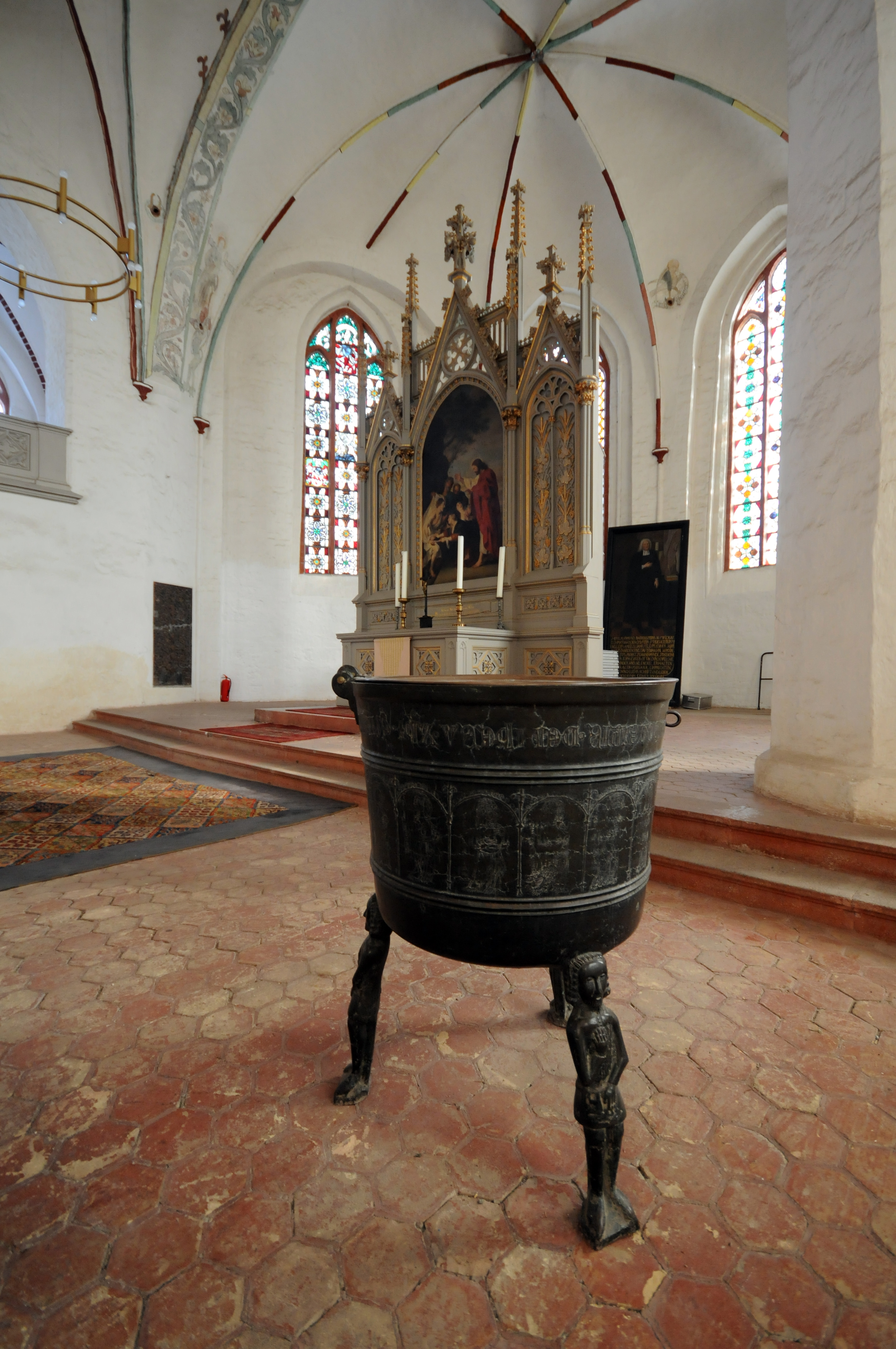
Doopvont
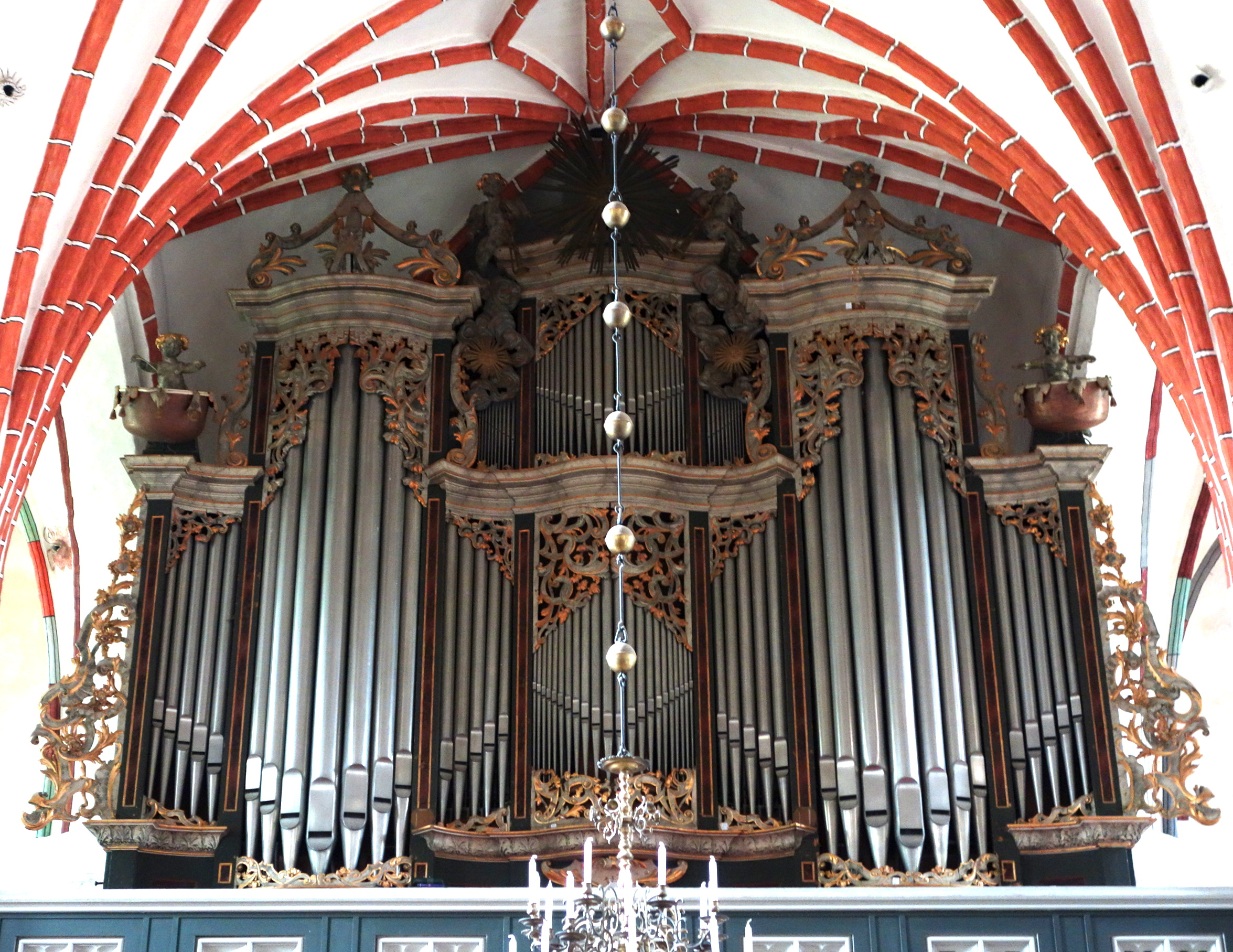
Orgel
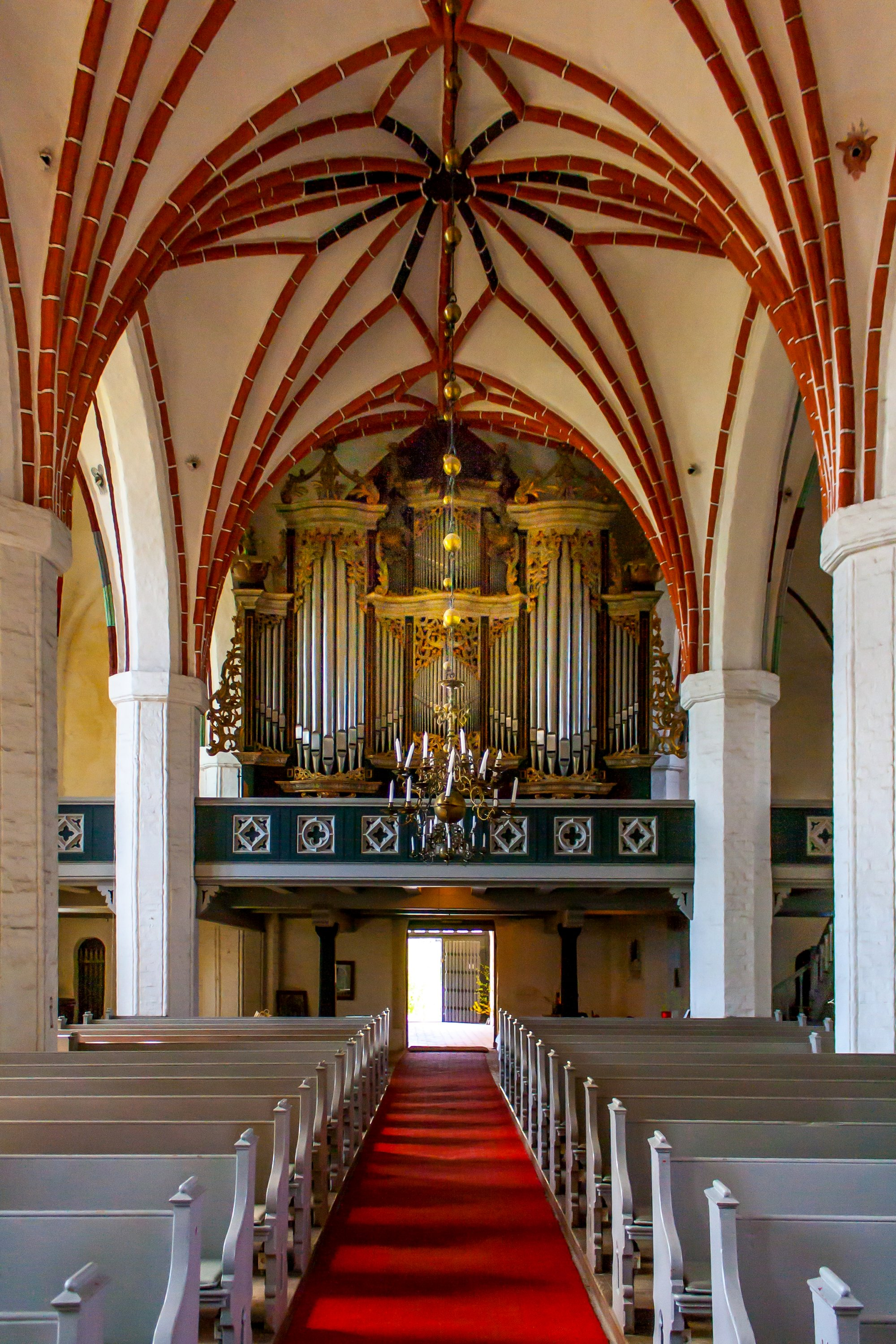
Interieur richting orgelgalerij